# Jan Fryderyk Wilhelm Malcz

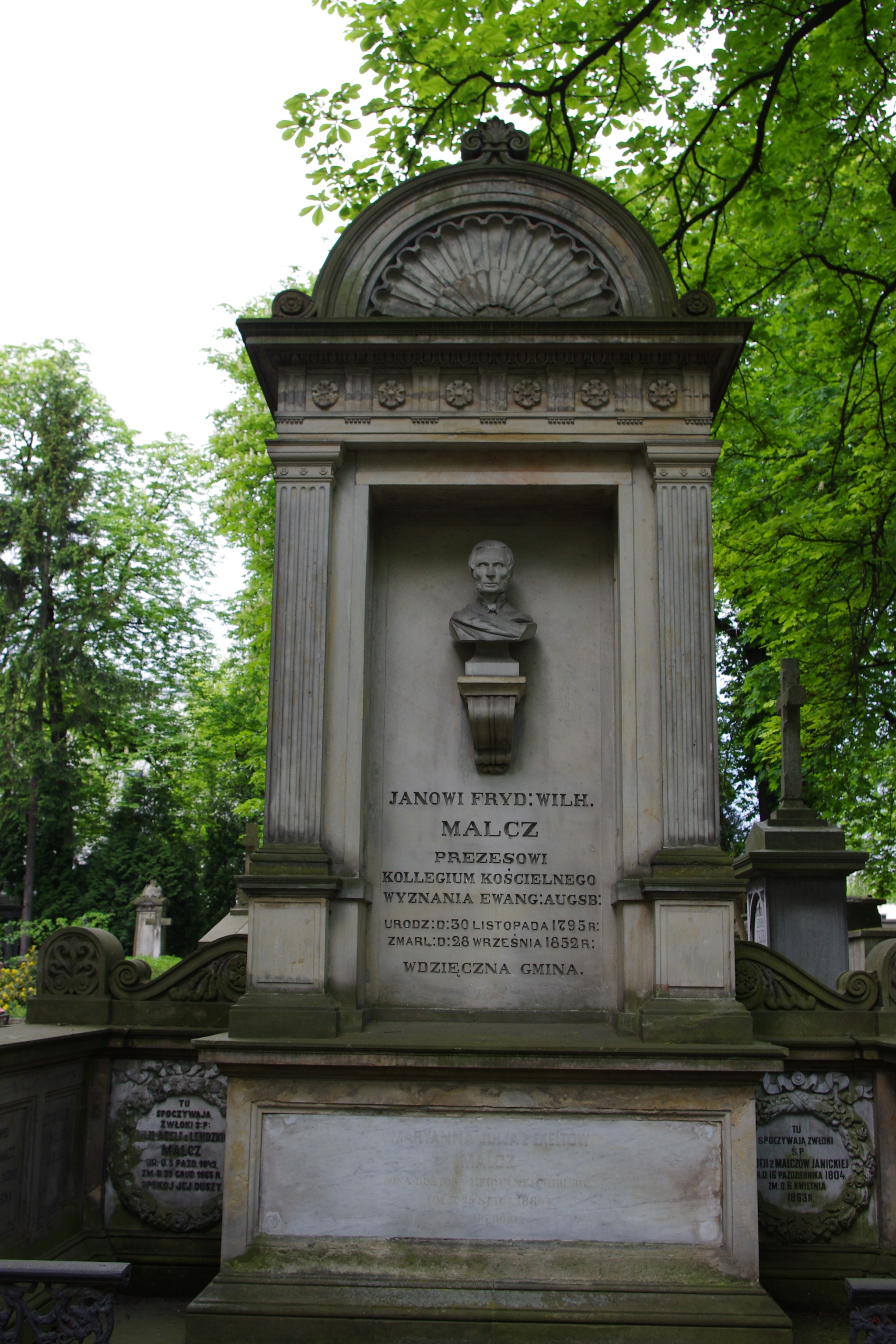
Grób lekarza Jana Fryderyka Wilhelma Malcza na Cmentarzu ewangelicko-augsburskim w Warszawie

Jan Fryderyk Wilhelm Malcz (ur. 30 listopada 1795 w Warszawie, zm. 28 września 1852 tamże) – polski lekarz, powstaniec listopadowy.

## Rodzina
Syn lekarza pochodzącego z Saksonii (Lommatzsch), Konstantego Bogumiła (1767–1809) Malscha (Malcza), oraz córki warszawskiego złotnika Jana Bandaua, Anny Doroty (1775–1811). W roku 1822 ożenił się z Marianną Julianną Eckelt (1797–1864). Mieli siedmioro dzieci, oraz wychowywali dwie osierocone dziewczynki. Jego brat Karol Filip był znanym artystą złotnikiem i fabrykantem sreber, drugi brat Jan Bogumił Konstanty, znanym prawnikiem.

## Życiorys
Studiował w Liceum Warszawskim, potem medycynę w Warszawie. Doktorat uzyskał w 1818 w Berlinie, a później doskonalił się w Berlinie, Wiedniu, Paryżu, Londynie oraz we Włoszech. Po trzyletniej podróży po Europie (Niemcy, Francja, Włochy i Austria) w roku 1821 powrócił do Warszawy.
W 1828 został naczelnym lekarzem szpitala św. Rocha w Warszawie i był nim aż do śmierci. Od 1828 roku był członkiem Towarzystwa Przyjaciół Nauk, jednym z założycieli i wiceprezesem Towarzystwa Dobroczynności, a także założycielem i redaktorem pisma „Pamiętnik Lekarski Warszawski”.
Około 1827 za posag żony nabył jednopiętrowy dom nr hip. 1339 przy ul. Świętokrzyskiej k. Nowego Światu. W tym domu mieszkał i przyjmował chorych aż do swej śmierci. Wysokie przychody z praktyki lekarskiej pozwoliły mu w roku 1829 zakupić kamienicę przy Krakowskim Przedmieściu nr 372, która od tego czasu była nazywana domem Malcza. W 1836 nabył kamienicę nr 2690b przy ul. Bednarskiej. W roku 1841 kupił majątek Mniszew, który uprzemysłowił – z jego inicjatywy powstały tu gorzelnia, cukrownia, fabryka serów. W latach 1832–1840 dzierżawił pałacyk w Ursynowie, który był jego letnim domem. W 1843 kupił po zmarłym bracie Bogumile dom nr 736 przy ulicy Leszno.
Do przyjaciół doktora Malcza należeli Józef Elsner, Kazimierz Brodziński i dr Ferdynand Dworzaczek.
W latach 1834–1852 pełnił funkcję Prezesa Kolegium Kościelnego ewangelicko-augsburskiej parafii Świętej Trójcy w Warszawie.
Leczył bezpłatnie ubogich (przede wszystkim w Instytucie Głuchoniemych i Ociemniałych), często wspierając ich finansowo. Prowadził badania nad cholerą, która nawiedzała Warszawę. Obstając przy swoich poglądach w czasie epidemii cholery sprzeciwiał się antycholerycznym metodom i zaleceniom kierującego z powodzeniem wojskową kadrą lekarską gen. Karola Kaczkowskiego. Za przepisy skutecznego leczenia tej choroby w Indiach otrzymał podziękowanie od królowej Wiktorii. Malcz pierwszy wprowadził polskie nazwy takich chorób zakaźnych, jak dur, ospa, szkarlatyna i odra.
W czasie powstania listopadowego Malcz został naczelnym lekarzem Gwardii Narodowej miasta Warszawy. Za zasługi w powstaniu odznaczony został w 1831 Krzyżem Złotym Orderu Virtuti Militari.
W 1840 roku przyznano mu Order Świętej Anny III klasy. W 1850 uzyskał szlachectwo Królestwa Polskiego.
W czasie epidemii cholery w 1852 roku pospieszył z pomocą chorym, przy czym sam zachorował i zmarł 28 września tego roku. Prawdziwą przyczyną był rak wątroby. Został pochowany na cmentarzu ewangelicko-augsburskim w Warszawie w alei 9 nr 41. Na grobowcu Malcza znajduje się marmurowe popiersie, którego autorem jest J. Tatarkiewicz.